# Sophia Eckerson
Sophia Hennion Eckerson ( c. 1880
 – 19 de julio de 1954) fue una botánica y microquímica estadounidense conocida por su trabajo de seguimiento de los cambios químicos durante el desarrollo de las plantas.

## Biografía
Sophia Eckerson nació alrededor de 1880 (se desconoce su fecha exacta de nacimiento) en Old Tappan, Nueva Jersey, hija de Albert Bogert Eckerson y Ann Hennion Eckerson. Después de graduarse de la escuela secundaria, Eckerson no fue inmediatamente a la universidad y, en cambio, ayudó a sus hermanos en la universidad. En 1901, sin embargo, se había matriculado en Smith College en Massachusetts, donde William Francis Ganong la inspiró para estudiar y seguir una carrera en botánica y fisiología vegetal . Eckerson completó su licenciatura en 1905 y permaneció en Smith College para obtener su maestría, que completó en 1907. Durante su estancia en Smith College, Eckerson enseñó botánica y microquímica vegetal, trabajando como demostradora y asistente en el departamento de botánica entre 1905 y 1909. Viajando a la Universidad de Chicago en 1909, Eckerson obtuvo su doctorado. en 1911. 

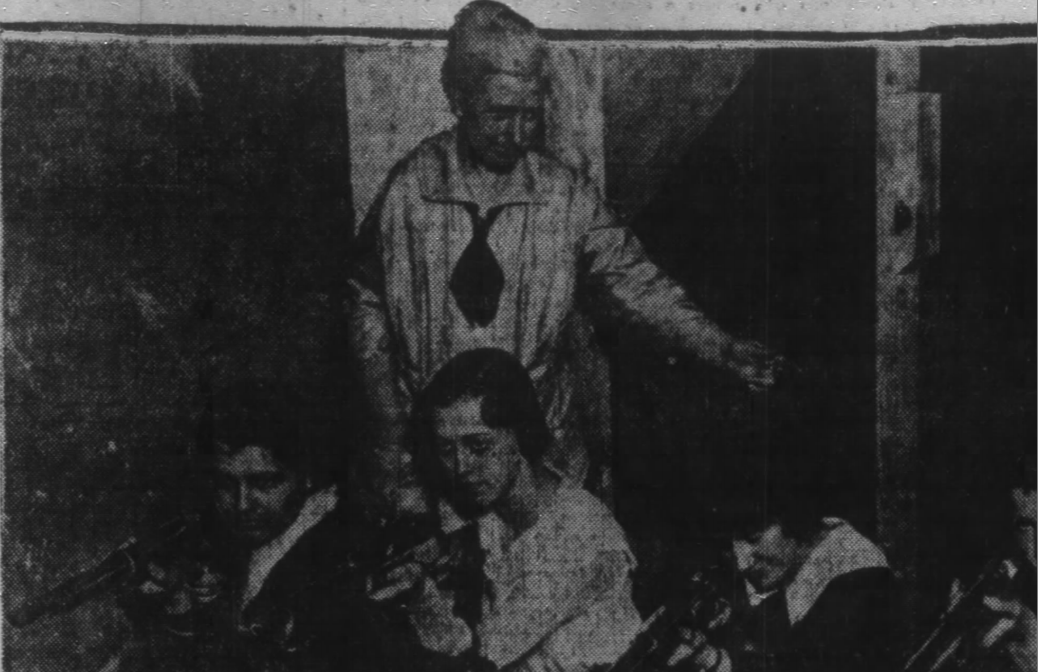
La botánica estadounidense Sophia Eckerson, enseñando al personal femenino de la Universidad de Chicago a disparar rifles en 1917.

Después de su doctorado, Eckerson obtuvo el puesto de asistente de fisiólogo vegetal en la Universidad de Chicago hasta 1915, cuando se convirtió en instructora de microquímica vegetal. Durante este tiempo, también trabajó como microquímica en el Washington State College . Continuó su trabajo como microquímica en la Oficina de Industria Vegetal del Departamento de Agricultura de EE. UU. en 1919 y, además, en colaboración con la Universidad de Wisconsin desde 1921 hasta 1923. Eckerson también enseñó e investigó en la Universidad de Wisconsin, antes de aceptar un trabajo como microquímico vegetal en el Instituto Boyce Thompson de Investigación Vegetal en Yonkers, Nueva York, en 1924; cargo en el que permaneció durante el resto de su carrera y finalmente se convirtió en presidenta del Departamento de Microquímica del instituto.  Eckerson también sirvió como vicepresidente (1934) y presidente (1935) de la sección de fisiología de la Sociedad Botánica de América ; una posición poco común para una mujer en ese momento.   Recibió el Premio de Miembro Honorario de Investigación de Mujeres Graduadas en Ciencias (GWIS) en 1941 y el Certificado GWIS por su destacado servicio a la ciencia en 1951 Debido a que se mudaba con frecuencia por el país por motivos de trabajo, Eckerson nunca se casó.  Se retiró del trabajo activo en 1940,  y murió el 19 de julio de 1954 en Pleasant Valley, Connecticut, después de una semana de enfermedad.  

## Investigación
El trabajo de Eckerson sobre química vegetal comenzó con su doctorado. sobre el tema de cómo cambian los embriones de semillas durante la germinación . Este trabajo se realizó utilizando diferentes especies de Crataegus, más comúnmente conocido como espino. Tiñó secciones de tejido vivo en busca de una variedad de biomoléculas y encontró un aumento en la actividad enzimática y la acidez durante el período posterior a la maduración. En Washington State College continuó su trabajo en desarrollo, donde trabajó en el desarrollo progresivo de las plantas de trigo. Ella siguió los cambios químicos y morfológicos del trigo a lo largo de su vida, de manera similar a su trabajo de posgrado, observando los cambios químicos que tienen lugar durante la maduración del grano. 

Durante su breve mandato en la Universidad de Wisconsin, continuó trabajando en plantas de trigo. Esta vez incluyó un descubrimiento único de cuerpos intracelulares asociados con la enfermedad de las rosetas en el trigo. En este estudio, el grupo buscó el agente causal de la enfermedad de la roseta y el moteado adicional de las hojas del trigo. A diferencia de otras enfermedades del mosaico, las manchas en las hojas del trigo continuaron durante varios años. Se descubrió que el suelo estaba muy infectado con el hongo Helminthosporium sativum, que provocó manchas en hasta el 98% del trigo de la parcela. Cuando el suelo se desinfectó con formaldehído o vapor, las manchas ya no estaban presentes, lo que sugiere que el hongo había causado las manchas. Como microquímico, Eckerson realizó estudios microscópicos de tejidos vegetales afectados por la enfermedad de la roseta y documentó cuerpos intracelulares en estos tejidos, que no se encuentran en plantas de trigo sanas. 
Sus primeros trabajos en el Instituto Boyce Thompson fueron una continuación del estudio de las hojas moteadas de las plantas de mosaico; sin embargo, este experimento se realizó en un nuevo organismo modelo, el tomate .  Posteriormente, en 1931, su trabajo volvió a centrarse en los ensayos microquímicos. Publicó un estudio que examina la influencia de la deficiencia de fósforo en el metabolismo de los tomates, la distribución de la reductasa en los manzanos y las condiciones que afectan la reducción de nitratos en las plantas. Más adelante en su mandato en el Instituto Boyce Thompson, realizó experimentos sobre cómo las plantas sintetizan las proteínas que se encuentran en el suelo y, más tarde, sobre los procesos mediante los cuales el algodón y otras plantas producen partículas de celulosa antes de retirarse en 1940. 